# Natriumthiocyanat
Natriumthiocyanat ist eine chemische Verbindung mit der Formel NaSCN, die bei Raumtemperatur als weißer, hygroskopischer Feststoff vorliegt. Es wird in vielen Synthesen verwendet, die das Thiocyanation (Rhodanid) SCN− benötigen.

## Gewinnung und Darstellung
Die Darstellung von Natriumthiocyanat wird mit Natriumcyanid und elementarem Schwefel durchgeführt:
{\displaystyle {\ce {NaCN + S -> NaSCN}}}

## Eigenschaften
Kristalle von Natriumthiocyanat sind orthorhombisch, wobei jedes Natriumion von drei Schwefel- und drei Stickstoffliganden umgeben ist. Durch starke Säuren wird aus Natriumthiocyanat (NaSCN) Isothiocyansäure (S=C=NH, pKa = −1,28) freigesetzt.

## Verwendung
Verwendung findet Natriumthiocyanat bei der Umwandlung von Halogenalkanen in entsprechende Alkylthiocyanate, wobei auch Kaliumthiocyanat und seltener Ammoniumthiocyanat eingesetzt werden können. Beispiele für derartige Synthesen sind die Herstellung von Isopropylthiocyanat  aus Isopropylbromid mit Natriumthiocyanat in heißem Ethanol.  Zur Herstellung von Thioharnstoff wird aus Natriumthiocyanat die instabile Thiocyansäure (HSCN) in situ erzeugt, welches dann mit organischen Aminen Thioharnstoffverbindungen bildet. Wie die beiden anderen erwähnten Thiocyanate (von K+ und NH4+) wird Natriumthiocyanat in der Phototechnik (Sensibilisierung), Galvanotechnik (Glanzbildner für Kupferbäder), Metallurgie (Extraktion von Zirconium, Hafnium und Lanthanoiden), Textilindustrie (Färbehilfsmittel, Bedrucken), chemischen Industrie und Analytik (Produktion von Herbiziden und Fungiziden, Fe3+-Nachweis) verwendet.
In medizinischer Dosierung findet Natriumthiocyanat Anwendung als Haarwuchsmittel sowie zur Hautpflege bei Neurodermitis.

## Gefahrenhinweise
Natriumthiocyanat ist als mindergiftig eingestuft, d. h. gesundheitsschädlich beim Verschlucken und bei Berührung mit der Haut, allerdings entwickelt es bei Kontakt mit Säure sehr giftige Gase. Das krebserzeugende und wassergefährdende Potential von Natriumthiocyanat ist als relativ gering zu bewerten.

## Externe Links zu erwähnten Verbindungen
1. ↑  Externe Identifikatoren von bzw. Datenbank-Links zu Isopropylthiocyanat:  CAS-Nr.: 625-59-2, PubChem: 246911, Wikidata: Q82026643.